# Ciclo Básico Común
El Ciclo Básico Común (CBC) constituye el primer año de todas las carreras de la Universidad de Buenos Aires. 
Instrumentado en 1985 como reemplazo de los antiguos exámenes de ingreso, está compuesto por dos materias globales, dos determinadas por la orientación de la carrera y otras dos propias de la carrera en sí. 
Sus objetivos son «brindar una formación básica integral e interdisciplinaria, desarrollar el pensamiento crítico, consolidar metodologías de aprendizaje y contribuir a una formación ética, cívica y democrática». La UBA, es una de las universidades más grandes de todo el territorio argentino y una de las más prestigiosas de habla hispana.

## Estructura
Formado por dos cuatrimestres de tres materias cada uno, su aprobación es requisito obligatorio para inscribirse en cualquier facultad de la Universidad. Las estadísticas oficiales arrojan que el 48% de los que aprueban el CBC lo hace en un año, mientras que otro 29,5% lo completa en un año y medio. El límite máximo de permanencia en el CBC como alumno regular es de 6 cuatrimestres, que se pueden administrar de la forma que uno guste. No es necesario ser alumno regular para rendir materias del CBC. Se pueden aprobar materias por el sistema UBA XXI, incluso quienes están en el anteúltimo año del secundario o más avanzados, o rendirlas en calidad de alumno libre. Desde su creación fue objeto de controversia, críticas y planteos de reforma. El Ciclo Básico Común es una herramienta articuladora para que todos los alumnos lleguen al primer año de la carrera con el nivel necesario, tanto de su disciplina elegida, como de conocimiento general, característica particular que presentan generalmente los alumnos de esta casa de estudios. Durante un lapso de tiempo la Facultad de Medicina instrumentó un sistema de ingreso paralelo, el Curso Preuniversitario de Ingreso (CPI). Por su parte, la Facultad de Ciencias Económicas instauró en 1997 el llamado Ciclo General en reemplazo del CBC, de dos años de duración y con tres materias por cuatrimestre.

## Cambios recientes
A partir de mayo del 2009, se añadió al tradicional periodo de inscripción entre los meses de octubre y noviembre, un periodo de inscripción entre los meses de mayo y julio que habilitó por primera vez la posibilidad de comenzar a cursar el CBC en el segundo cuatrimestre del año lectivo. Además se extendió el periodo de inscripción al primer cuatrimestre a los meses de febrero y marzo.
Desde 2010 se entrega un certificado de finalización y un analítico en el que constarán las calificaciones de las materias, a aquellos alumnos que logren aprobar la totalidad de las seis materias del CBC.

## Sedes
En la actualidad, el CBC cuenta con seis sedes en la ciudad de Buenos Aires, cuatro en el Gran Buenos Aires y otros diez en ciudades del interior de la Provincia de Buenos Aires.

### José Luis Romero
Se encuentra en la Avenida Montes de Oca 1120, en el barrio de Barracas. Ocupa un edificio que antes perteneció a Metrogas, y que reemplazó en el año 2004 al que la Universidad alquilaba en Avenida Paseo Colón 1318.

### Ciudad Universitaria
Av. Cantilo S/N Belgrano.
Ciudad Universitaria de Buenos Aires
- Pabellón II (Facultad de Ciencias Exactas y Naturales)- Funciona en el Subsuelo y 2° piso
- Pabellón III (Facultad de Arquitectura, Diseño y Urbanismo) - Funciona en el Subsuelo, planta baja y 2° piso

### Centro Regional Sur
En el cruce de la Avenida Eva Perón con la Avenida Güemes, dentro del Centro Cívico de la localidad de Avellaneda, en la Zona Sur del Gran Buenos Aires.

### Leónidas Anastasi(Drago)
Funciona en Holmberg 2614, y es conocida como "Drago" por hallarse cercana a la estación Luis María Drago del Ferrocarril General Mitre, en el barrio de Villa Urquiza.

### Centro Regional Norte
En la esquina de las calles Córdoba y Lima, en la localidad de Martínez, Partido de San Isidro, Provincia de Buenos Aires.

### Dr. José María Ramos Mejía (ex Bulnes)
Funciona desde el año 2004 en Bulnes 295 (barrio de Almagro), cuando el edificio fue comprado para el Centro Cultural Rojas. Esta sede fue trasladada a Ramos Mejía 841 (barrio de Caballito), donde funciona actualmente.

### Anexo Puán
En realidad es una sub-sede, que ocupa parte del edificio de la Facultad de Filosofía y Letras (antigua Fábrica Nobleza Piccardo), en la calle Puán 470 (barrio de Caballito).

### Centro Regional Paternal
Comparte un campus con las facultades de Agronomía y de Ciencias Veterinarias. Funciona en Avenida San Martín 4453, en el barrio de Agronomía.

### Sede Lugano
Se encuentra en el barrio de Villa Lugano, en Av. Fernández de la Cruz 5430.

### Centro Regional Saladillo
En la ciudad de Saladillo (Centro de la provincia de Buenos Aires), a 180 kilómetros de Buenos Aires. Funciona en el primer piso de la calle Rivadavia 2655.

### Centro Regional Escobar
Hasta 2012 se dictaban clases en la ciudad de Belén de Escobar (Zona Norte del Gran Buenos Aires), en la calle César Díaz 636.
A partir de 2013 comienza a funcionar una nueva sede en la localidad de Ingeniero Maschwitz, Partido de Escobar, ubicada en la calle Sucre 1550 entre Obligado y La Pista.

### Centro Regional Mercedes
Inaugurada en 2007, comparte el espacio con sedes de las facultades de Veterinaria y Agronomía. Está en el Instituto Unzué de la ciudad de Mercedes (oeste de la provincia de Buenos Aires), a 100 kilómetros de Buenos Aires.

### Centro Regional Baradero
Funciona en un edificio en la esquina de Santa María de Oro y Aráoz, en la ciudad de Baradero (Norte de la provincia de Buenos Aires), a 160 kilómetros de Buenos Aires.

### Centro Regional Oeste
Fue inaugurado en 2008 en la Ruta 5 entre Arribeños y Corvalán, en la localidad de Moreno, en la zona oeste del Gran Buenos Aires. Ese mismo año se había cerrado con gran polémica la sede del CBC en Merlo, una localidad cercana.
Con la creación de la Universidad Nacional de Moreno y la necesidad de esta de usar las instalaciones donde funcionaba el CBC, la Sede Moreno fue trasladada al Colegio Ser Piero Da Vinci, donde funcionó hasta el año 2016 en los turnos tarde y noche.
Debido a la necesidad de ampliar la capacidad y la oferta horaria se realizó un convenio de cooperación académica entre el Instituto Superior de Formación Técnica N° 179 "Dr. Carlos Pellegrini" y la Universidad de Buenos Aires. A partir del 4 de abril del año 2017 el Centro Regional Universitario Oeste funciona en la calle Martin Fierro 250 en los turnos mañana y tarde.

### Centro Regional San Miguel
Estaba en la Avenida Gaspar Campos 3270, en la localidad de San Miguel, en la zona norte del Gran Buenos Aires. Actualmente está en Monseñor Blois 1628 esquina Balbín.

### Centro Regional Bragado
Funciona en la esquina de las calles Bernardo de Elizondo y Corrientes, en la ciudad de Bragado (norte de la provincia de Buenos Aires), a 200 kilómetros de Buenos Aires.

### Centro Regional Chivilcoy
Su dirección es Avenida Calisto Calderón 424, en la ciudad de Chivilcoy (oeste de la provincia de Buenos Aires), a 160 kilómetros de Buenos Aires.

### Centro Regional Pilar
Fue inaugurado en el año 2009, y también se dictan materias de las facultades de Derecho, Ciencias Económicas y Veterinaria. Su dirección es San Luis 424, en la ciudad de Pilar, a 50 kilómetros de Buenos Aires.

### Centro Regional Tigre
En funcionamiento desde el año 2011, fue inaugurado por el rector Rubén Hallú y el intendente Sergio Massa. Su sede se encuentra en la intersección de las calles Newton y Solís, en la ciudad de Tigre, a unos 34 kilómetros del centro de Buenos Aires.

### Centro Regional Lobos
Ésta, ubicada a 98 kilómetros del centro de la capital de la república, fue inaugurada el mismo año que la sede anterior. Se encuentra emplazada en la calle Salgado 40, de la ciudad de Lobos, en la Provincia de Buenos Aires.

### Centro Regional de la Costa
Inaugurado, al igual que Tigre y Lobos, en el año 2011, en la Calle 124 N.º 345 de la ciudad de Santa Teresita, en el Partido de La Costa, Provincia de Buenos Aires. En 2015 fue trasladada su ubicación a la Calle 38 esq. Calle 7 y Diagonal 21 en pleno centro de la ciudad, edificio en donde funciona la Escuela Secundaria N° 2.

### Centro Regional Villa Gesell
Funciona en la Av. 3 entre 113 y 113 bis, y es la sede del CBC más lejana de la Capital Federal, ubicada a unos 377 kilómetros de ésta, en la localidad balnearia de Villa Gesell

### Centro Regional Zárate
Funciona en la Escuela Primaria N.º 2, en Chacabuco y Alsina, Zárate, en el horario de 17 a 22hs.

### Centro Regional Chacabuco
Funciona en Reconquista 8, Chacabuco

### Centro Regional Campana
Funciona en 25 de mayo de 1290, Campana, Pcia. de Bs.As.

### Centro Regional Vicente López
Funciona en Carlos Villate 4480, Munro, Pcia. Bs.As.